# قسط عربي
قسط عربي (الاسم العلمي:Costus arabicus) هو نوع من النباتات يتبع جنس القسط من الفصيلة القسطية.